# Рязаново (Татарстан)
 Рязаново  — опустевшая деревня в Зеленодольском районе Татарстана. Входит в состав Нурлатского сельского поселения.

## География
Находится в западной части Татарстана на расстоянии приблизительно 22 км на юг-юго-запад от районного центра города Зеленодольск в правобережной части района у речки Аря.

## История
Была известна с 1660 года как Новое Резаново. Упоминалась также как Албаба или Мальцово.

## Население
Постоянных жителей было в 1782 — 95 душ мужского пола, в 1859 — 91, в 1897—142, в 1908—182, в 1920—176, в 1926—153, в 1938—204, в 1949—120, в 1958—115, в 1970 — 63, в 1979 — 16, в 1989 — 4 (русские).